# Heteropogon paurosomus
Heteropogon paurosomus là một loài ruồi trong họ Asilidae. Heteropogon paurosomus được Pritchard miêu tả năm 1935. Loài này phân bố ở vùng Tân Bắc giới.